# ФК Сочи
ФК Сочи (на руски: ООО «Футбольный клуб „Сочи“») е футболен клуб от град Сочи, Русия.
Домакинските си мачове играе на стадион „Фишт“ с капацитет 44 287 зрители. От юли 2019 година играе в Премиер лигата на Русия.

## История
Клубът е основан на 6 юни 2018 година. Това става след разпространената информация в медиите за възможността за преминаване на клуба „Динамо“ от Санкт Петербург в Сочи. На 15 юни играчите на петербургския „Динамо“ започват да преподписват договори с новообразования „Сочи“.
Преди старта на дебютния сезон клубът играе 5 приятелски мача с отбори от Русия, Беларус и Узбекистан. Първият съперник е „АГМК“ от Алмалык (1:0).
Първите си официални срещи отборът играе на „Слава Метревели“ поради неготовността на „стадион Фишт“, който приема Световното първенство по футбол 2018, а така също и заради още един проблем, свързан с организацията за местата на феновете на гостуващите отбори.
На 17 юли в първия си мач от ФНЛ ФК „Сочи“ губи у дома от московския „Спартак-2“ с резултат 0:1. Във втория кръг печели и първата си победа в официален мач – с минимално преимущество е преодолян воронежкия „Факел“.
След зимната пауза клубът заиграва успешно и дори заема първото място в турнирната таблица на ФНЛ. В крайното класиране след равенство с ярославския „Шинник“ клубът финишира на второ място и печели промоция в Премиер лигата за сезон 2019/20. Непосредствено пред старта на сезон 2019/20 в сочинския клуб пристигат едовременно няколко футболисти от „Зенит“, които са имали малко игрова практика през сезон 2018/19. В първия си мач в историята си в Премиер лигата „Сочи“ губи в Москва от „Спартак“, с единствен гол в допълнителното време на второто полувреме. Автор на първия гол в историята на клуба в РПЛ е Дмитрий Полоз. Първата победа на Сочи в РПЛ е над Рубин в 8-и кръг като гост с резултат 0:3.

## Символика и форма

### Клубни цветове
| Синьо | Бяло |

### Емблема
Емблемата е избрана на 4 юли 2018 година след гласуване в официалната група на футболния клуб във „ВКонтакте“. Тя представлява триъгълен островръх щит с тъмносин цвят с жълто-сиви кантове, в горната част на който е изобразен символът на клуба – барс. В центъра е разположен надпис „ФУТБОЛЬНЫЙ КЛУБ Сочи“, а по-ниско се намира футболна топка със сребрист цвят. Емблемата визуално наподобява емблемата на хокейния клуб „Сочи“.

## Успехи
Премиер лига:
- Второ място (1): 2022

## Български футболисти
- Ивелин Попов: 2020/22 - (22 мача - 5 гола)